# المصارعة في الألعاب الأولمبية الصيفية 2024
تقام منافسات المصارعة في دورة الألعاب الأولمبية الصيفية 2024 في باريس في الفترة من 5 إلى 11 أغسطس في صالة القصر الكبير في شون دو مارس.  ومن المتوقع أن يتنافس 288 مصارعًا عبر 18 فئة وزن في هذه الألعاب. سيتصارع الرجال ضد بعضهم البعض في كل من فعاليات المصارعة الحرة والمصارعة اليونانية الرومانية، في حين ستشارك السيدات فقط في المصارعة الحرة، حيث سيتم منح 18 ميدالية ذهبية.   تم التنافس على المصارعة في كل الألعاب الأولمبية الصيفية الحديثة، باستثناء باريس 1900 .